# عادل حسن العالي
عادل حسن العالي (ولد في 1957 في البحرين) رجل أعمال بحريني. يتولى حاليا رئاسة مجلس إدارة مجموعة شركات الحاج حسن العالي من عام 2018.

## النشأة والتعليم
حصل على شهادة البكالوريوس في إدارة الأعمال من جامعة أستون البريطانية في عام 1981. تخرج من برنامج المديرين التنفيذيين من جامعة ستانفورد الأمريكية في عام 1998.

## المسيرة المهنية
يتولى العالي عضوية:
- مالك[2] ورئيس مجلس إدارة مجموعة الحاج حسن العالي.[3]
- رئيس مجلس إدارة مستشفى ابن النفيس.
- عضو مجلس إدارة شركة دار الوسط للنشر والتوزيع.
- عضو مجلس إدارة غرفة تجارة وصناعة البحرين لدورتين متتاليتين.[4]
- نائب رئيس مجلس إدارة شركة التأمين الأهلية.[5]
- عضو مجلس إدارة شركة التأمين المتحدة.
- عضو مجلس إدارة الشركة المتحدة للأسمنت.
- رئيس مجلس إدارة شركة البحرين للخرسانة المسبوكة.
- عضو جمعية رجال الأعمال البحرينية (2001).[6]
- عضو المجلس الأعلى للتدريب المهني.

أعد وشارك في الكثير من البحوث الإدارية والاقتصادية في مقدمتها بحث في التدريب المهني وإيجاد آليات مساعدة وتدريب العاطلين عن العمل في إطار اهتماماتهم وقابلياتهم المختلفة. وشارك في مشروع دراسة تنظيم وتصنيف قطاع المقاولات بما في ذلك تطبيق نظام الحاسب الآلي في قطاع المقاولات.

## احتجاجات عام 2011
في عام 2011 وبعد انتهاء احتجاجات عام 2011 التي حدثت في شهري فبراير ومارس بقيام المعارضة الشيعية واليسارية بالمطالبة بإسقاط النظام الملكي في البحرين ذكر موقع مرآة البحرين المعارض أن المدير التنفيذي لغرفة تجارة وصناعة البحرين إبراهيم اللنجاوي قام بتزوير محضر استقالة العالي من الغرفة ولكن تبين بعد ذلك من خلال لجنة التحقيق الداخلية برئاسة تقي الزيرة أن المحضر كان مزورا لأسباب طائفية بحتة وتم ارجاع عضوية العالي في الغرفة.